# Barbados (plantage)
Barbados was een Surinaamse  koffieplantage, die lag op de grens van de Warappakreek en het Warappakanaal in het district Commewijne. De plantage grensde aan de koffieplantages Cliffords-Kockshoven (stroomafwaarts) en Anna's Zorg (stroomopwaarts).

## Achtereenvolgende eigenaren
De plantage werd in 1753 gesticht door Anthony Willem Wolff. Wolff was Commissaris van Kleine Zaken en luitenant van de burgercompagnie van Paramaribo. Hij bezat ook suikerplantage Kleine Hoop aan de Cotticarivier. Barbados had een  oppervlakte van 500 Surinaamse akkers, ongeveer 215 hectare, met daarop werkzaam 97 slaafgemaakten.
Wolff stierf in 1755. Zijn weduwe trad daarna in het huwelijk met Paul Wentworth uit Barbados, de raadsheer van het Hof van Civiele Justitie sinds 1757. Hij was de naamgever van de plantage. Wentworth verkocht Barbados kort na het overlijden van zijn vrouw.
Amadeus Constantinus Valencijn, die mede-eigenaar was van Lust en Rust aan de Surinamerivier, werd de nieuwe eigenaar. Hij stierf echter kort na die tijd. Zijn twee zussen werden samen voor de helft erfgenaam; de administrateur Frans Saffin  verkreeg de andere helft.  De gezusters verkochten de plantage in 1769 aan Thomas Ferdinand Wolff. Daarna kreeg Jan Limes, de stiefvader van zijn vrouw, de plantage in eigendom. Hij was tevens eigenaar van katoenplantage Esther’s Rust aan de monding van de Warappakreek, de naastgelegen plantage Broedershoop en  plantage Limeshoop. 
In 1819 waren zowel Barbados als Esthersrust in bezit van D.F. Schas, die in Nederland woonde. De familie Schas bezat in totaal zes Surinaamse plantages, in het Sranantongo ook wel de Skassi-plantages genoemd. In 1853 was de Firma Insinger en Co eigenaar. De firma van Hermanus Insinger, mede-directeur van de Nederlandsche Bank en koopman te Amsterdam, was ook eigenaar van suikerplantage Kroonenburg en van plantage Kuhlenkampspruit, die achter Barbados aan het Matapiccakanaal lag. Insinger en co verstrekten hypotheken aan plantage-eigenaren. Vermoedelijk heeft D.F. Schas een hypotheek genomen op de plantage en is hij of zijn zijn erfgenamen daarna in gebreke gebleven; het eigendom verviel daardoor aan de bank. D.F. Schas overleed in 1848.

## Emancipatie 1863
In 1863, bij de afschaffing van de slavernij in de Nederlandse koloniën werden op Barbados 214 slaven vrijverklaard waarbij 31 familienamen werden geboekstaafd. Er waren veel grote familie's op Barbados. De bekende Surinaamse familienamen Hunsel, Kabeli, Kampenhout, Kappel, Martens en Van der San, zijn afkomstig van de plantage. Ook de naam Verveer staat op de lijst. Dat betreft de voorvader van Roué Verveer, een Nederlands cabaretier die samen met Daphne Bunskoek de tv-serie De Slavernij presenteerde. 
Na de emancipatie werd de plantagegrond geheel verlaten. In 1871 werd de grond te koop aangeboden, maar deze is verder niet meer ontwikkeld. 

## 21e eeuw
In 2008 is de grond geheel begroeid met bos. Daarin staat nog het restant van de oude loossluis. De warappakreek is in 2007/2008 geheel uitgegraven, voor toeristische doeleinden. Alle plantages zijn verlaten, met hier en daar nog restanten van bebouwing. 